# MSC Zoe
MSC Zoe - один из крупнейших морских контейнеровозов в мире. Это третий из серии кораблей MSC Oscar, MSC Oliver, MSC Maya и MSC Sveva.

## Название
Судно названо в честь Zoe Vago (Зоя Ваго), внучки Джанлуиджи Апонте, исполнительного директора компании Mediterranean Shipping Company.

## Строительство
«MSC Zoe» построен на верфях южнокорейской компании Daewoo. Спущен на воду в 2014 году. 
Стоимость постройки — 140 миллионов долларов США. 
24 июня 2015 года передан заказчику.

## Двигательная установка
Главным двигателем контейнеровоза является двухтактный дизельный двигатель MAN Diesel 11S90ME-C. Максимальная мощность — 62,5 МВт (83 800 л.с.). Нормальная мощность 56,25 МВт (75 430 л.с.).

## Параметры судна
- Длина — 395 м
- Ширина — 59 м
- Осадка 16 м
- Водоизмещение — 199 272 тонн
- Вместимость — 19 224 контейнеров TEU
- Экипаж — 24-35 человек

## Потеря контейнеров в море

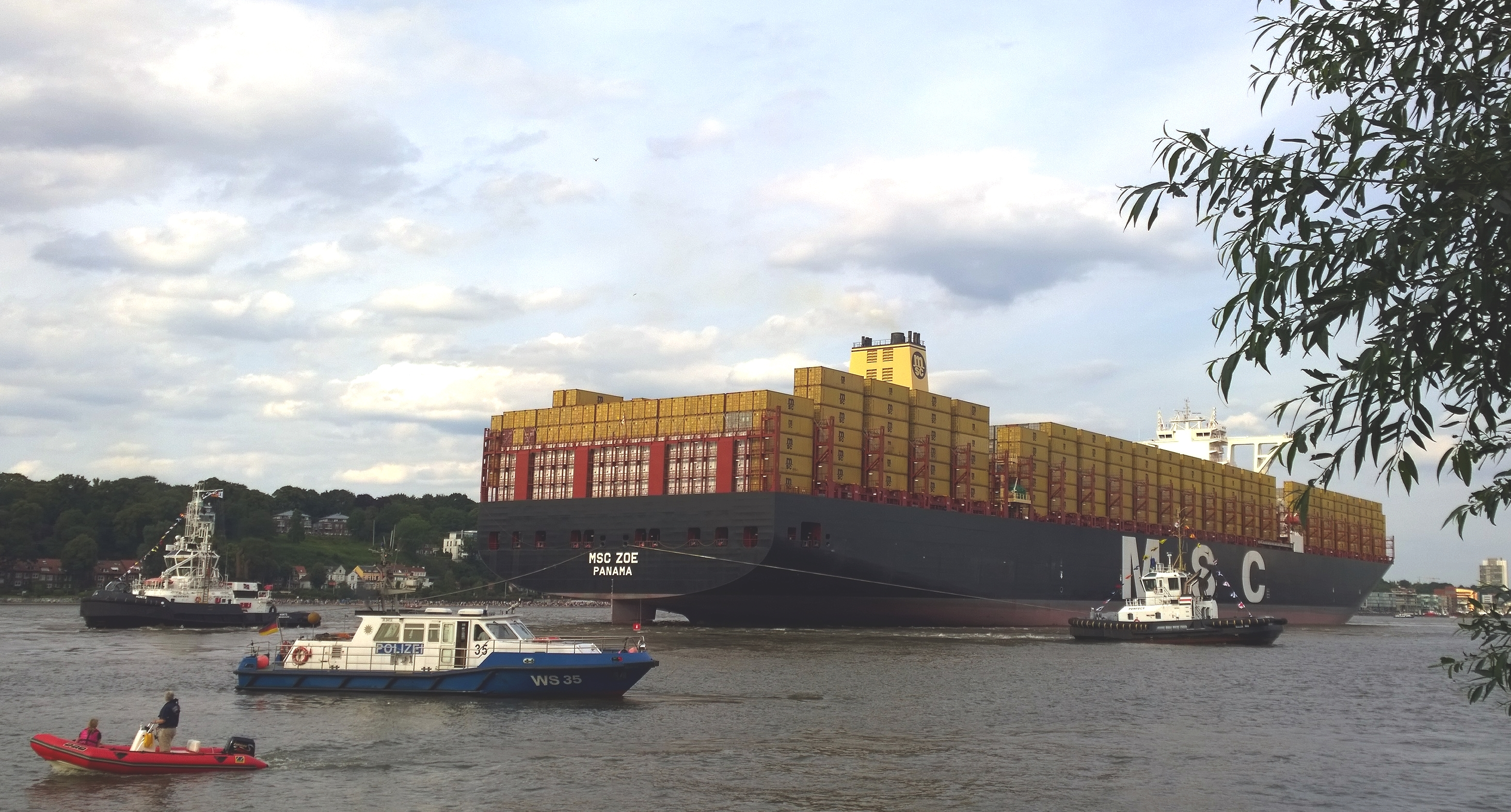
«MSC Zoe» в порту Гамбурга.

1 января 2019 года около 345 контейнеров упали за борт в Северном море. Из них приблизительно 200 контейнеров потеряно к северу от острова Тершеллинг , остальные контейнеры к северу от Боркума . 19 контейнеров и их содержимое - включая органические пероксиды , детские игрушки, обувь, сумки, подушки, стулья, телевизоры и пластиковую упаковку - были выброшены волнами на берег на голландских островах Влиеланд , Тершеллинг, Амеланд и Ширмонниког и на немецкий остров Боркум в Ваддензе , охраняемый биосферный заповедник ЮНЕСКО.